# 1897

Un tipico coltellino svizzero attuale, ideato nel 1897 da Karl Elsener.

Il 1897 (MDCCCXCVII in numeri romani) è un anno  del XIX secolo.

## Eventi
- 10 febbraio: in Madagascar è proclamata la libertà di religione.
- 22 aprile: Italia, Roma: Umberto I di Savoia subisce un secondo attentato da parte di Pietro Acciarrito. L'attentatore viene condannato all'ergastolo e vengono arrestati vari esponenti repubblicani, socialisti e anarchici sospettati di collusione con Acciarrito.
- 16 maggio: inaugurazione del Teatro Massimo di Palermo, il più grande d'Italia e il terzo d'Europa.
- 18 maggio: lo scrittore Bram Stoker pubblica il romanzo Dracula.
- 19 maggio: Oscar Wilde è scarcerato.
- 12 giugno:
  - Karl Elsener brevetta il coltello dell'ufficiale. L'oggetto diventerà in seguito noto come coltellino svizzero;
  - un violento terremoto di magnitudo stimata tra 8,0 e 8,3 gradi della scala Richter colpisce l'Assam e uccide più di 1 500 persone.
- 16 giugno: a Marsiglia il vice-console sabaudo Remigio Piccono della Valle è ferito in un attentato dal suo servitore abissino.[1]
- 2 luglio: Guglielmo Marconi brevetta, a Londra, la radio (le prime dimostrazioni pubbliche si erano tenute qualche mese prima).
- 29-31 agosto: Primo congresso sionista a Basilea, organizzato da Theodor Herzl
- 12 settembre: si disputa la Arona-Stresa-Arona, considerata la prima corsa automobilistica italiana
- 1º novembre: a Torino viene fondata la Juventus, per iniziativa di un gruppo di studenti del liceo classico “Massimo d'Azeglio”.
- 25 novembre: la Spagna riconosce e accetta il primo Statuto per l'autonomia di Porto Rico.
- 30 dicembre: Natal annette l'Impero Zulu.
- È fondato a Pistoia il settimanale La Vita.
- Ferdinand Braun realizza l'oscilloscopio a tubo a raggi catodici.
- Gauguin dipinge Da dove veniamo? Chi siamo? Dove andiamo?.
- Ritrovamento del Calendario di Coligny, un antico calendario gallico, a Coligny, vicino a Lione.
- Rudolf Diesel realizza il primo motore a nafta.

## Nati
Ci sono circa 1 410 voci su persone nate nel 1897; vedi la pagina Nati nel 1897 per un elenco descrittivo o la categoria Nati nel 1897 per un indice alfabetico.

## Morti
Ci sono circa 400 voci su persone morte nel 1897; vedi la pagina Morti nel 1897 per un elenco descrittivo o la categoria Morti nel 1897 per un indice alfabetico.

## Calendario
| Calendario 1897 | Calendario 1897 | Calendario 1897 | Calendario 1897 | Calendario 1897 | Calendario 1897 | Calendario 1897 | Calendario 1897 | Calendario 1897 | Calendario 1897 | Calendario 1897 | Calendario 1897 | Calendario 1897 | Calendario 1897 | Calendario 1897 | Calendario 1897 | Calendario 1897 | Calendario 1897 | Calendario 1897 | Calendario 1897 | Calendario 1897 | Calendario 1897 | Calendario 1897 | Calendario 1897 | Calendario 1897 | Calendario 1897 | Calendario 1897 | Calendario 1897 | Calendario 1897 | Calendario 1897 | Calendario 1897 | Calendario 1897 | Calendario 1897 |
| --------------- | --------------- | --------------- | --------------- | --------------- | --------------- | --------------- | --------------- | --------------- | --------------- | --------------- | --------------- | --------------- | --------------- | --------------- | --------------- | --------------- | --------------- | --------------- | --------------- | --------------- | --------------- | --------------- | --------------- | --------------- | --------------- | --------------- | --------------- | --------------- | --------------- | --------------- | --------------- | --------------- |
|                 | 1               | 2               | 3               | 4               | 5               | 6               | 7               | 8               | 9               | 10              | 11              | 12              | 13              | 14              | 15              | 16              | 17              | 18              | 19              | 20              | 21              | 22              | 23              | 24              | 25              | 26              | 27              | 28              | 29              | 30              | 31              |                 |
| Gennaio         | Ve              | Sa              | Do              | Lu              | Ma              | Me              | Gi              | Ve              | Sa              | Do              | Lu              | Ma              | Me              | Gi              | Ve              | Sa              | Do              | Lu              | Ma              | Me              | Gi              | Ve              | Sa              | Do              | Lu              | Ma              | Me              | Gi              | Ve              | Sa              | Do              |                 |
| Febbraio        | Lu              | Ma              | Me              | Gi              | Ve              | Sa              | Do              | Lu              | Ma              | Me              | Gi              | Ve              | Sa              | Do              | Lu              | Ma              | Me              | Gi              | Ve              | Sa              | Do              | Lu              | Ma              | Me              | Gi              | Ve              | Sa              | Do              |                 |                 |                 |                 |
| Marzo           | Lu              | Ma              | Me              | Gi              | Ve              | Sa              | Do              | Lu              | Ma              | Me              | Gi              | Ve              | Sa              | Do              | Lu              | Ma              | Me              | Gi              | Ve              | Sa              | Do              | Lu              | Ma              | Me              | Gi              | Ve              | Sa              | Do              | Lu              | Ma              | Me              |                 |
| Aprile          | Gi              | Ve              | Sa              | Do              | Lu              | Ma              | Me              | Gi              | Ve              | Sa              | Do              | Lu              | Ma              | Me              | Gi              | Ve              | Sa              | Do              | Lu              | Ma              | Me              | Gi              | Ve              | Sa              | Do              | Lu              | Ma              | Me              | Gi              | Ve              |                 |                 |
| Maggio          | Sa              | Do              | Lu              | Ma              | Me              | Gi              | Ve              | Sa              | Do              | Lu              | Ma              | Me              | Gi              | Ve              | Sa              | Do              | Lu              | Ma              | Me              | Gi              | Ve              | Sa              | Do              | Lu              | Ma              | Me              | Gi              | Ve              | Sa              | Do              | Lu              |                 |
| Giugno          | Ma              | Me              | Gi              | Ve              | Sa              | Do              | Lu              | Ma              | Me              | Gi              | Ve              | Sa              | Do              | Lu              | Ma              | Me              | Gi              | Ve              | Sa              | Do              | Lu              | Ma              | Me              | Gi              | Ve              | Sa              | Do              | Lu              | Ma              | Me              |                 |                 |
| Luglio          | Gi              | Ve              | Sa              | Do              | Lu              | Ma              | Me              | Gi              | Ve              | Sa              | Do              | Lu              | Ma              | Me              | Gi              | Ve              | Sa              | Do              | Lu              | Ma              | Me              | Gi              | Ve              | Sa              | Do              | Lu              | Ma              | Me              | Gi              | Ve              | Sa              |                 |
| Agosto          | Do              | Lu              | Ma              | Me              | Gi              | Ve              | Sa              | Do              | Lu              | Ma              | Me              | Gi              | Ve              | Sa              | Do              | Lu              | Ma              | Me              | Gi              | Ve              | Sa              | Do              | Lu              | Ma              | Me              | Gi              | Ve              | Sa              | Do              | Lu              | Ma              |                 |
| Settembre       | Me              | Gi              | Ve              | Sa              | Do              | Lu              | Ma              | Me              | Gi              | Ve              | Sa              | Do              | Lu              | Ma              | Me              | Gi              | Ve              | Sa              | Do              | Lu              | Ma              | Me              | Gi              | Ve              | Sa              | Do              | Lu              | Ma              | Me              | Gi              |                 |                 |
| Ottobre         | Ve              | Sa              | Do              | Lu              | Ma              | Me              | Gi              | Ve              | Sa              | Do              | Lu              | Ma              | Me              | Gi              | Ve              | Sa              | Do              | Lu              | Ma              | Me              | Gi              | Ve              | Sa              | Do              | Lu              | Ma              | Me              | Gi              | Ve              | Sa              | Do              |                 |
| Novembre        | Lu              | Ma              | Me              | Gi              | Ve              | Sa              | Do              | Lu              | Ma              | Me              | Gi              | Ve              | Sa              | Do              | Lu              | Ma              | Me              | Gi              | Ve              | Sa              | Do              | Lu              | Ma              | Me              | Gi              | Ve              | Sa              | Do              | Lu              | Ma              |                 |                 |
| Dicembre        | Me              | Gi              | Ve              | Sa              | Do              | Lu              | Ma              | Me              | Gi              | Ve              | Sa              | Do              | Lu              | Ma              | Me              | Gi              | Ve              | Sa              | Do              | Lu              | Ma              | Me              | Gi              | Ve              | Sa              | Do              | Lu              | Ma              | Me              | Gi              | Ve              |                 |

## Arti

### Musica
- L'apprendista stregone di Paul Dukas

### Libri
- Viene pubblicato Dracula di Bram Stoker.
- Viene pubblicato L'uomo invisibile di H. G. Wells.